# Baoji
Baoji (chiń. 宝鸡; pinyin Bǎojī) – miasto o statusie prefektury miejskiej w środkowych Chinach, w prowincji Shaanxi, nad rzeką Wei He. W 2010 roku liczba mieszkańców miasta wynosiła 472 186. Prefektura miejska w 1999 roku liczyła 3 598 024 mieszkańców. Rozwinięte hutnictwo żelaza, przemysł maszynowy i włókienniczy; ważny węzeł kolejowy; miasto posiada własne lotnisko.

## Podział administracyjny
Prefektura miejska Baoji podzielona jest na:
- 3 dzielnice: Weibin, Jintai, Chencang,
- 9 powiatów: Fengxiang, Qishan, Fufeng, Mei, Long, Qianyang, Linyou, Feng, Taibai.